# Macrocnemum pubescens
Macrocnemum pubescens är en måreväxtart som först beskrevs av George Bentham, och fick sitt nu gällande namn av Hugh Algernon Weddell. Macrocnemum pubescens ingår i släktet Macrocnemum och familjen måreväxter. Inga underarter finns listade i Catalogue of Life.